# Martins Ekwueme
Martins Nnabugwu Ekwueme (ur. 2 października 1985 w Aboh Mbaise) – nigeryjski piłkarz występujący na pozycji defensywnego pomocnika.

## Kariera
Do Polski Ekwueme trafił w sezonie 2000/01 z Agunze Okigwe i występował w Jezioraku Iława. Później grał w Polonii Warszawa, a w sezonie 2002/03 reprezentował barwy czeskiej Sigmy Ołomuniec. Po roku obecności na zagranicznych boiskach Nigeryjczyk wrócił do Polski. Występował w Wiśle Kraków, z którą w sezonach 2003/04 i 2004/05 wywalczył mistrzostwo kraju. Wiosną 2006 roku ponownie przeszedł do Polonii Warszawa, w której spędził kolejne dwie rundy.
22 czerwca 2007 roku Ekwueme podpisał czteroletni kontrakt z Legią Warszawa i w sezonie 2007/08 zdobył z nią Puchar Polski. Ze względu na brak miejsca w podstawowym składzie, 31 sierpnia 2009 roku został wypożyczony do Zagłębia Lubin. 29 czerwca 2010 r. oficjalnie został zawodnikiem Zagłębia. W 2011 roku, wraz z Adrianem Błądem oraz Pawłem Oleksym trafił na roczne wypożyczenie do Zawiszy Bydgoszcz, po czym wrócił do swojego zespołu. W 2013 związał się kontraktem z Flotą Świnoujście.
W marcu 2017 roku podpisał kontrakt z Falubazem Zielona Góra. Od 3 sierpnia 2018 zawodnik 3 ligowego klubu Górnik Polkowice.
27 lipca 2020 podpisał dwuletni kontrakt z Lechią Zielona Góra.